# Cristina Paluselli
Cristina Paluselli (* 23. Oktober 1973 in Trient) ist eine ehemalige italienische Skilangläuferin.

## Karriere
Paluselli nahm von 1992 bis 2006 an Wettbewerben der Fédération Internationale de Ski teil. Ihr erstes Weltcuprennen lief sie im Dezember 1993 in Santa Caterina, welches sie auf dem 83. Platz über 5 km klassisch beendete. Ihre ersten Weltcuppunkte holte sie im Januar 1995 in Nove Mesto mit dem 29. Platz über 15 km klassisch. Bei den nordischen Skiweltmeisterschaften 1995 in Thunder Bay errang sie den 34. Platz über 15 km klassisch. 1998 gewann sie den Toblach–Cortina über 35 km klassisch. Im Weltcup erreichte sie vorwiegend Platzierungen im Mittelfeld. Ihre beste Platzierung in einem Einzelrennen holte sie 2004 im Val di Fiemme mit dem siebten Platz im 70-km-Massenstartrennen. Zu Beginn der Saison 2001/02 erreichte sie in Davos mit dem dritten Platz in der Staffel ihre erste Podestplatzierung. Im Februar 2002 holte sie in Falun mit der Staffel ihren ersten und einzigen Weltcupsieg. Bei den nordischen Skiweltmeisterschaften 2001 in Lahti belegte sie den 19. Platz über 15 km klassisch. Mit der Staffel gewann sie Bronze. Bei den Olympischen Winterspielen 2002 in Salt Lake City kam sie auf den 39. Platz über 10 km klassisch. Bei den nordischen Skiweltmeisterschaften 2003 im Val di Fiemme errang sie den 16. Platz im 15-km-Massenstartrennen und den siebten Rang mit der Staffel.
Ab der Saison 2003/04 startete Paluselli an Rennen des Skilanglauf-Marathon-Cups, den sie in der Gesamtwertung 2004, 2005 und 2006 gewann. Dabei siegte sie dreimal beim Isergebirgslauf (2004, 2005, 2006), zweimal beim König-Ludwig-Lauf (2004 und 2005), zweimal beim Marcialonga (2005, 2006), einmal beim Birkebeinerrennet (2005), beim La Sgambeda (2005) und beim Wasalauf (2006). Sie beendete nach den Olympischen Winterspielen 2006 in Pragelato, bei denen sie den 39. Platz über 10 km klassisch belegte, ihre Karriere.

## Erfolge

### Weltcupsiege im Team
| Nr. | Datum         | Ort   | Disziplin          |
| --- | ------------- | ----- | ------------------ |
| 1.  | 10. März 2002 | Falun | 4 × 5 km Staffel 1 |

### Siege bei Worldloppet-Cup-Rennen
Anmerkung: Vor der Saison 2015/16 hieß der Worldloppet Cup noch Marathon Cup.
| Nr. | Datum             | Ort              | Rennen            | Disziplin                   |
| --- | ----------------- | ---------------- | ----------------- | --------------------------- |
| 1.  | 11. Januar 2004   | Bedřichov        | Isergebirgslauf   | 50 km klassisch Massenstart |
| 2.  | 1. Februar 2004   | Oberammergau     | König-Ludwig-Lauf | 55 km klassisch Massenstart |
| 3.  | 9. Januar 2005    | Bedřichov        | Isergebirgslauf   | 50 km klassisch Massenstart |
| 4.  | 30. Januar 2005   | Val di Fiemme    | Marcialonga       | 70 km klassisch Massenstart |
| 5.  | 6. Februar 2005   | Oberammergau     | König-Ludwig-Lauf | 55 km klassisch Massenstart |
| 6.  | 19. März 2005     | Rena–Lillehammer | Birkebeinerrennet | 54 km klassisch Massenstart |
| 7.  | 18. Dezember 2005 | Livigno          | La Sgambeda       | 42 km Freistil Massenstart  |
| 8.  | 15. Januar 2006   | Bedřichov        | Isergebirgslauf   | 50 km klassisch Massenstart |
| 9.  | 29. Januar 2006   | Val di Fiemme    | Marcialonga       | 70 km klassisch Massenstart |

### Sonstige Siege bei Skimarathon-Rennen
- 1998 Toblach–Cortina, 35 km klassisch
- 2006 Wasalauf, 90 km klassisch

## Teilnahmen an Weltmeisterschaften und Olympischen Winterspielen

### Olympische Spiele
- 2002 Salt Lake City: 39. Platz 10 km klassisch
- 2006 Turin: 39. Platz 10 km klassisch

### Nordische Skiweltmeisterschaften
- 1995 Thunder Bay: 34. Platz 15 km klassisch
- 2001 Lahti: 3. Platz Staffel, 19. Platz 15 km klassisch, 25. Platz 10 km Verfolgung, 40. Platz 10 km klassisch
- 2003 Val di Fiemme: 7. Platz Staffel, 16. Platz 15 km klassisch Massenstart

## Platzierungen im Weltcup

### Weltcup-Statistik
Die Tabelle zeigt die erreichten Platzierungen im Einzelnen.
- 1.–3. Platz: Anzahl der Podiumsplatzierungen
- Top 10: Anzahl der Platzierungen unter den ersten zehn
- Punkteränge: Anzahl der Platzierungen innerhalb der Punkteränge
- Starts: Anzahl gelaufener Rennen in der jeweiligen Disziplin
- Hinweis: Bei den Distanzrennen erfolgt die Einordnung gemäß FIS.

| Platzierung         | Distanzrennen a | Distanzrennen a | Distanzrennen a | Distanzrennen a | Distanzrennen a | Skiathlon Verfolgung | Sprint | Etappen- rennen b | Gesamt | Team c | Team c  |
| Platzierung         | ≤ 5 km          | ≤ 10 km         | ≤ 15 km         | ≤ 30 km         | > 30 km         | Skiathlon Verfolgung | Sprint | Etappen- rennen b | Gesamt | Sprint | Staffel |
| ------------------- | --------------- | --------------- | --------------- | --------------- | --------------- | -------------------- | ------ | ----------------- | ------ | ------ | ------- |
| 1. Platz            |                 |                 |                 |                 |                 |                      |        |                   |        |        | 1       |
| 2. Platz            |                 |                 |                 |                 |                 |                      |        |                   |        |        |         |
| 3. Platz            |                 |                 |                 |                 |                 |                      |        |                   |        |        | 1       |
| Top 10              |                 |                 |                 |                 | 1               |                      |        |                   | 1      | 2      | 5       |
| Punkteränge         | 5               | 11              | 8               | 4               | 3               | 4                    | 3      |                   | 38     | 2      | 7       |
| Starts              | 26              | 34              | 17              | 6               | 3               | 8                    | 10     |                   | 104    | 2      | 7       |
| Stand: Karriereende |                 |                 |                 |                 |                 |                      |        |                   |        |        |         |

### Weltcup-Gesamtplatzierungen
| Saison    | Gesamt | Gesamt | Distanz | Distanz     | Sprint | Sprint |
| Saison    | Punkte | Platz  | Punkte  | Platz       | Punkte | Platz  |
| --------- | ------ | ------ | ------- | ----------- | ------ | ------ |
| 1994/95   | 37     | 43.    | -       | -           | -      | -      |
| 1995/96   | 21     | 43.    | -       | -           | -      | -      |
| 1996/97   | 16     | 58.    | -       | -           | 16     | 45.    |
| 1997/98   | 11     | 60.    | 8       | 39. 1       | 3      | 69.    |
| 1998/99   |        |        | -       | -           | 14     | 60.    |
| 1999/2000 | 22     | 59.    | 13 9    | 36. 1 48. 2 | -      | -      |
| 2000/01   | 116    | 30.    | -       | -           | 20     | 47.    |
| 2001/02   | 41     | 58.    | -       | -           | -      | -      |
| 2002/03   | 40     | 59.    | -       | -           | -      | -      |
| 2003/04   | 36     | 62.    | 36      | 43.         | -      | -      |
| 2004/05   | -      | -      | -       | -           | -      | -      |
| 2005/06   | 1      | 126.   | 1       | 94.         | -      | -      |